# Relaciones China-Singapur
Relaciones China–Singapur (中国–新加坡关系, Zhōngguó–Xīnjiāpō Guānxì), también conocidas como relaciones chino-singapurenses o relaciones sino-singapurenses, son son las relaciones bilaterales entre la República Popular China y la República de Singapur. Singapur reconoció a la RPC en 1990.: 117  Se establecieron misiones diplomáticas a principios de la década de 1990 basadas en el comercio y el acercamiento de otros países de la ASEAN hacia la China continental.
Singapur y China han mantenido una relación larga y estrecha, en parte debido a la creciente influencia y la importancia esencial de esta última en la región de Asia-Pacífico, señalando que «su interés común con China es mucho mayor que cualquier diferencia». Además, Singapur se ha posicionado como un firme defensor del compromiso y el desarrollo de China en la región. Ha cooperado con otros miembros de la ASEAN y con China para fortalecer la seguridad regional y combatir el terrorismo, participando en el primer ejercicio marítimo de la organización con China.
Singapur también ha participado en las oleadas de industrialización de China compartiendo experiencias a través de cooperaciones estatales en el establecimiento de Parque Industrial de Suzhou China–Singapur, Ecociudad de Tianjin Sino–Singapur, Ciudad del Conocimiento Guangzhou Sino–Singapur, Parque de Innovación de Alta Tecnología Singapur–Sichuan y Zona Alimentaria de Jilin Sino–Singapur.
Mientras la relación entre ambos países sigue siendo sólida, se ha visto tensionada durante numerosos eventos de alto perfil, especialmente en las décadas de 2010 y 2020, incluidos la postura de Singapur contra China en la disputa del Mar del Sur de China, el apoyo de Singapur a la presencia militar de Estados Unidos y al Sistema San Francisco de alianzas en Asia, y la incautación de vehículos de las Fuerzas Armadas de Singapur por parte de las autoridades de Hong Kong en noviembre de 2016.
A pesar de las disputas, Singapur y Beijing han reafirmado consistentemente su relación estrecha y sus lazos bilaterales, profundizando su cooperación en numerosas áreas, incluidas la defensa, la economía, la cultura y la educación, así como la Iniciativa Franja y Ruta. Singapur también se ha comprometido a apoyar plenamente y promover la posición de China en la ASEAN, al tiempo que gestiona las diferencias entre el Estado chino y la organización.

## Historia

### Singapur como colonia británica y como parte de Malasia
Los vínculos históricos entre los pueblos de ambas naciones comenzaron mucho antes de la fundación de la República Popular China en octubre de 1949. La mayoría de los primeros migrantes chinos llegaron como obreros a lo que se conocía como Nanyang para escapar de la pobreza y la guerra. Muchos singapurenses de etnia china derivan sus raíces ancestrales del sur de China, principalmente de Fujian, Guangdong y Hainan.
Muchos chinos étnicos en Malasia y Singapur apoyaron a China durante la Segunda guerra sino-japonesa (que formó parte de la Segunda Guerra Mundial). Este apoyo incluyó el auxilio al Kuomintang y al Partido Comunista de China contra los japoneses. De forma similar al Viet Minh, la guerrilla del Ejército Popular Malayo Antijaponés se convirtió en el Ejército Malayo de Liberación Nacional, asociado con el Partido Comunista Malayo. El Ejército Malayo de Liberación Nacional combatió en la Emergencia malaya y en la Segunda emergencia malaya como guerrilla comunista, y China fue acusada de exportar la revolución al Sudeste Asiático durante ese periodo. El apoyo de China al Partido Comunista Malayo terminó cuando Malasia y China establecieron relaciones diplomáticas en 1974.
Los chinos étnicos fueron grandes partidarios del Partido Comunista Malayo, y las escuelas secundarias de lengua china y la Universidad Nanyang eran consideradas focos de comunismo (véase Operación Cold Store y Disturbios de estudiantes de secundaria chinos). Debido a esta asociación, la Universidad Nanyang fue reorganizada y finalmente se fusionó con la Universidad de Singapur para formar la Universidad Nacional de Singapur.

### Después de la independencia de Singapur
Lee Kuan Yew, el primero primer ministro de Singapur, fue muy cuidadoso de no dar ninguna impresión a los demás países del Sudeste Asiático de que Singapur, con tres cuartas partes de su población de etnia china, fuera una «Tercera China» (siendo las dos primeras la República de China y la República Popular China). Esto se debió a la experiencia de Singapur con los comunistas, al trasfondo de la Guerra de Vietnam, así como a consideraciones políticas internas. Como resultado, Singapur no estableció relaciones diplomáticas con China hasta que los demás países del Sudeste Asiático decidieron hacerlo, para evitar mostrar un sesgo pro-china.
Sus visitas oficiales a China a partir de 1976 se realizaron en inglés, para asegurar a los países del Sudeste Asiático que representaba a Singapur y no a una «Tercera China».
Durante este período, Lee creía en la necesidad de resistir el comunismo como parte de la Teoría del dominó. Ante el fracaso de los británicos en defender Singapur durante la Segunda Guerra Mundial y la creencia de que Estados Unidos estaba demasiado fatigado por la guerra para defender Singapur del comunismo, Lee acogió la presencia estadounidense en la región como contrapeso a la Unión Soviética y a China.
En la década de 1970, la República Popular China y Singapur iniciaron relaciones no oficiales. Esto llevó al intercambio de Oficinas de Comercio entre ambas naciones en septiembre de 1981. En 1985, comenzaron los servicios aéreos comerciales entre la China continental y Singapur. El 3 de octubre de 1990, ambos países establecieron formalmente relaciones diplomáticas. Singapur fue el último país del Sudeste Asiático en reconocer formalmente a la República Popular China.
Las relaciones entre ambos países mejoraron gradualmente a medida que China y Singapur forjaron acuerdos en libre comercio, educación, inversión extranjera, armamento moderno y tecnología. Ejemplos incluyen el Parque Industrial de Suzhou y la Ecociudad Sino-Singapur de Tianjin, construidos con la ayuda de Singapur.
A pesar de los fuertes lazos con la República Popular China, Singapur mantiene aún relaciones no oficiales con Taiwán, incluida la continuación de un controvertido acuerdo de entrenamiento y uso de instalaciones militares de 1975, con ejercicios militares anuales oficiales conocidos como Ejercicio Starlight (星光計畫). Esto se debe a la falta de espacio disponible en el Singapur densamente urbanizado. La República Popular China ha ofrecido oficialmente a Singapur trasladar sus instalaciones de entrenamiento de Taiwán a la isla de Hainan.
En 2004, poco antes de que el primer ministro Lee Hsien Loong asumiera el cargo tras el entonces mandatario Goh Chok Tong, realizó una visita a Taiwán para familiarizarse con los últimos acontecimientos en esa región. La República Popular China se ofendió por este viaje debido al complicado estatus político de la región. Más tarde en 2004, el gobierno chino suspendió las relaciones bilaterales.
En su discurso inaugural del National Day Rally, Lee criticó al liderazgo y al pueblo de Taiwán por sobreestimar el apoyo que recibirían si declararan la independencia de Taiwán.

## Eventos diplomáticos y perspectivas
China tiene su embajada en Tanglin Road en Singapur, mientras que la embajada de Singapur en Pekín en Jianguomen Wai Avenue, distrito de Chaoyang fue establecida en 1990, y cuenta con consulados generales en Chengdu, Guangzhou, Shanghái y Xiamen, así como en Hong Kong, conocido durante la época del Hong Kong británico como Comisión de Singapur.

### Incidente de incautación de los Terrex de 2016
En noviembre de 2016, nueve vehículos blindados de transporte de personal Terrex ICV y el material asociado fueron incautados por el Departamento de Aduanas y Gravámenes de Hong Kong en la Terminal de Contenedores de Kwai Tsing. Los equipos estaban siendo transportados de regreso a Singapur desde Taiwán tras un ejercicio militar.: 56–57 
La carga se incautó supuestamente porque American President Lines (APL), la naviera contratada por el Ejército de Singapur, no contaba con los permisos exigidos para el transporte de material militar, aunque se alegó que China provocó deliberadamente el incidente para protestar por el uso de Taiwán como zona de entrenamiento militar por parte de Singapur.
Posteriormente, la carga fue trasladada al depósito del Departamento de Aduanas y Gravámenes de Hong Kong en el Terminal de Comercio Fluvial y estuvo guardada bajo techo desde el 6 de diciembre de 2016. Fue la mayor incautación de material militar en Hong Kong en veinte años.
El 24 de enero de 2017, el Departamento de Aduanas y Gravámenes de Hong Kong anunció que los vehículos militares serían devueltos a Singapur.: 56  El comisionado Roy Tang Yun-kwong advirtió que American President Lines probablemente enfrentaría cargos penales por violar la normativa de exportación e importación estratégica de Hong Kong.
En 2019, American President Lines y el capitán del buque fueron acusados de infringir el Import and Export (Strategic Commodities) Regulations; ambos se declararon no culpables. En abril de 2019 fueron hallados culpables, y American President Lines fue multada con 90 000 HKD (10 000 HKD por vehículo), mientras que el capitán recibió 9 000 HKD de multa (1 000 HKD por vehículo) y tres meses de prisión, suspendidos por 18 meses.

### Estatus político de Taiwán
El 4 de noviembre de 2021, el ministro de Defensa Ng Eng Hen describió el estatus político de Taiwán como un asunto que para la República Popular China «toca el corazón de la legitimidad política del liderazgo, del partido, y es una línea roja profunda. No concibo ningún escenario en el que haya ganadores si se produjera un enfrentamiento físico sobre Taiwán... Por lo tanto, aconsejaría mantenernos muy alejados de ello».
El 14 de enero de 2024, Singapur felicitó al recién electo presidente de Taiwán, Lai Ching-te, lo que fue criticado por China.

## Economía
El comercio bilateral entre China y Singapur se ha desarrollado rápidamente en los últimos años, y Singapur ha mantenido el primer puesto entre los países de la ASEAN en sus intercambios con China. La Reforma y Apertura (desde 1978) de China y el Siglo chino en el siglo XXI ha provocado un aumento de las inversiones extranjeras en la «Red de bambú», una red de empresas de chinos de ultramar que operan en los mercados del sudeste asiático y comparten lazos familiares y culturales comunes.
En 1998, el volumen comercial fue de US$8.154 mil millones. En 1999, el valor comercial aumentó a US$8.560 mil millones. En 2000, la cifra subió a US$10.821 mil millones. En 2009, el volumen total de comercio fue de SGD 75.1 mil millones (US$58.4 mil millones).
Singapur es el noveno socio comercial de China, mientras que China es el tercer socio comercial de Singapur, constituyendo el 10,1 % del comercio exterior total de Singapur el año anterior.[cita requerida]
Las exportaciones de China a Singapur fueron principalmente textiles, prendas de vestir, productos agrícolas, petroquímicos, metales, equipos electromecánicos, piensos, coque, transporte marítimo, maquinaria, equipos de comunicación y componentes electrónicos.
Compañías como CapitaLand y BreadTalk han logrado una importante penetración en la economía interna de China. Otras entidades como Temasek Holdings y Singapore Airlines han invertido en China Eastern Airlines.
Singapur es un destino importante para la inversión extranjera directa china.: 49 

## Cultura y educación
Uno de los símbolos más visibles de los esfuerzos de China por exportar su poder blando es el Instituto Confucio, establecido en Singapur en 2005 en colaboración con la Universidad Tecnológica de Nanyang, sucesora de la antigua Universidad Nanyang de lengua china. Su misión declarada es ofrecer a Singapur una plataforma para el aprendizaje del idioma chino y su cultura, y para mejorar la comunicación con otras comunidades chinas.
En noviembre de 2015, China inauguró el Centro Cultural de China en Singapur, con el fin de facilitar intercambios en artes y cultura.
A pesar de las dificultades actuales, el exitoso sistema de partido dominante de Singapur ha llevado a que su sistema político sea estudiado y citado como modelo potencial para el gobierno chino. Esta visión se ha institucionalizado: la Universidad Tecnológica de Nanyang ofrece programas de máster que atraen a numerosos funcionarios públicos chinos de alto nivel.
Fuera de los programas destinados a funcionarios públicos, Singapur es un destino popular para los estudiantes chinos debido a sus estándares educativos, su proximidad al hogar, sus percibidas similitudes culturales y el coste de la educación en comparación con los EEUU o el Reino Unido. Paradójicamente, aunque algunos estudiantes chinos eligen Singapur por la similitud cultural, su cultura meritocrática, en contraste con el concepto continental chino de guanxi (conexiones), también se valora positivamente. Un estudio de 2016 entre locales de Singapur y estudiantes chinos (en su mayoría del continente) reveló que la mayoría de los encuestados en ambos grupos dijeron haber tenido interacciones agradables entre sí (a pesar de que la mayoría de los singapurenses afirmaba que los estudiantes tendían a reunirse en su propio grupo).
Además de los intercambios bilaterales, el periódico de lengua china de Singapur Lianhe Zaobao ha sido citado por funcionarios chinos como símbolo del poder blando de Singapur mediante su cobertura de China al mundo. Zaobao.com fue el primer sitio web de un periódico en lengua china disponible, en 1995. En 2009, el acceso a Lianhe Zaobao fue bloqueado durante un periodo por la Gran Muralla China de Internet, presumiblemente debido a la cobertura del periódico sobre la censura en la red en China.

### Inmigración china a Singapur
Los chinos han emigrado a lo que hoy es Singapur desde los viajes de Zheng He en el siglo XV; aquellos primeros inmigrantes se integraron en las sociedades locales, y sus descendientes son hoy conocidos como Peranakan. La inmigración china moderna se define aquí como la ocurrida tras la independencia de Singapur en 1965. Los inmigrantes chinos a Singapur abarcan desde estudiantes universitarios, trabajadores cualificados y no cualificados, profesionales e inversores.
La mayoría de los singapurenses son de etnia china (74,3 % en 2015), lo que lleva a algunos en China a percibir Singapur como una sociedad china que naturalmente simpatizaría con los intereses de China. Atender y coordinar intereses y expectativas mutuas ha sido siempre central en las relaciones China–Singapur desde sus primeros contactos oficiales. De hecho, en una de esas primeras reuniones, funcionarios chinos expresaron su afinidad hacia sus homólogos singapurenses, refiriéndose a ellos como “consanguíneos”, ante lo cual el Primer ministro de Singapur Lee Kuan Yew observó, reconociendo “una relación muy especial”: «Somos diferentes, como lo son los neozelandeses y los australianos respecto de los británicos. Me intriga esa palabra ‘consanguíneos’, porque implica una empatía especial, y yo no tengo empatía ideológica. Por tanto, espero que la empatía se dé en otros ámbitos, como el desarrollo económico o el intercambio de experiencias sobre cómo podemos ayudar a las economías mutuamente».
En 2012, algunos internautas de China comenzaron a referirse a Singapur como “condado Po” (坡县). Mientras que algunos internautas chinos veían el término como un apodo afectuoso—con Singapur integrado en una gran “familia china”—otros internautas y algunos singapurenses consideraron que implicaba que Singapur fuera un pequeño condado de China, menoscabando su identidad nacional.
Los singapurenses de etnia china actuales nacen y se crían en Singapur salvo algunos de primera generación, y no profesan lealtad ni a la República Popular China ni a la República de China (Taiwán). Singapur es especialmente sensible a los conflictos raciales por motines pasados (véase Lista de motines en Singapur), por lo que sus esfuerzos de construcción nacional se centran en forjar una identidad singapurense multicultural sobre las identidades raciales de la población.
Las expectativas divergentes de singapurenses y chinos generan malentendidos cuando las políticas exteriores de China y Singapur entran en conflicto, como se ha descrito, y también cuando ciudadanos chinos emigran a Singapur y chocan con la sociedad local multicultural centrada en Singapur. Ejemplos incluyen una disputa por un curry que evidenció la dificultad de una familia inmigrante para aceptar la cultura local, una huelga ilegal de conductores de autobús en 2013 que desafió el sentido de legalidad de Singapur, y un atropello mortal a 178 km/h por un inmigrante chino que indignó a la población. Algunos singapurenses interpretan estos sucesos como muestras de la falta de respeto de los inmigrantes chinos hacia la cultura local y de su renuencia a integrarse. Reacciones similares se han observado contra inmigrantes indios, filipinos, y bengalíes. Estas tensiones suelen agravarse por la competencia de los inmigrantes por oportunidades y recursos.
Un estudio de 2016 entre 10 cónyuges de ciudadanos de la RPC y 20 estudiantes de la RPC en Singapur encontró que el 100 % de los primeros y el 90 % de los segundos consideraban importante la cortesía con los desconocidos. De los 20 singapurenses de etnia china encuestados, el 45 % estuvo de acuerdo en que los inmigrantes de la China continental eran groseros (aunque solo el 15 % expresó actitudes negativas hacia los chinos continentales en general).
En el deporte, la identidad singapurense ha sido tan fuerte que las medallas olímpicas ganadas por atletas nacidos en China y nacionalizados singapurenses en 2008 y 2012 (como Feng Tianwei, Wang Yuegu y Li Jiawei) no fueron consideradas victorias de Singapur por muchos locales.

## Seguridad y relaciones militares
En 2002 se reveló que China había ofrecido oficialmente a Singapur trasladar sus instalaciones de entrenamiento de Taiwán a la isla de Hainan.
En 2008, China y Singapur firmaron el «Acuerdo sobre Intercambios de Defensa y Cooperación en Seguridad», para visitas militares, intercambios, escalas de buques y ejercicios conjuntos.
En 2009, China y Singapur celebraron su primer ejercicio de ejército bilateral, «Exercise Cooperation», en Guilin, China.
China y Singapur realizaron su segundo ejercicio conjunto de contraterrorismo en 2010.
En noviembre de 2014, Singapur y China llevaron a cabo su tercer ejercicio de entrenamiento militar bilateral.
En 2019, «Exercise Cooperation» se efectuó en Singapur con la 3.ª División de Singapur y el 1.er Batallón de Comandos del Ejército de Singapur, y el Grupo de Ejército 74 del Ejército del Teatro Sur del Ejército Popular de Liberación. En octubre, los ministros de Defensa de ambos países firmaron una versión ampliada del «Acuerdo sobre Intercambios de Defensa y Cooperación en Seguridad».
Los ejercicios militares y los intercambios quedaron suspendidos durante la pandemia de COVID-19.
En junio de 2022, los ministros de Defensa de Singapur y China suscribieron dos acuerdos para cooperar en educación militar e intercambios académicos, permitiendo a funcionarios de las Fuerzas Armadas de Singapur y del Ejército Popular de Liberación asistir a cursos organizados por la contraparte.

## Opinión pública
La periodista singapurense Maria Siow escribió en julio de 2020 que, según las narrativas mediáticas chinas, los ciudadanos de la China continental que conocía veían Singapur como un Estado de partido único que no tolera disidencia, pero también como eficiente y libre de corrupción, responsable de haber enseñado mucho a China durante su proceso de reforma, y consideraban a Lee Kuan Yew un líder excepcional.
Según una encuesta de noviembre de 2020 realizada por académicos de la Lee Kuan Yew School of Public Policy y la University of British Columbia, el 69 % de los encuestados en China tenían una opinión favorable de Singapur. Una encuesta de marzo de 2022, financiada por el Fondo Europeo de Desarrollo Regional y realizada por el Central European Institute of Asian Studies, también mostró que la mayoría de los chinos continentales encuestados veían Singapur positivamente y consideraban a los singapurenses amables con los viajeros chinos. De acuerdo con una encuesta de 2022 de la Renmin University of China y el Global Times Research Center sobre las percepciones chinas de la ASEAN, Singapur fue calificado como el miembro más atractivo de la ASEAN por los encuestados locales.
Una encuesta de 2022 del Pew Research Center indicó que el 67 % de los singapurenses encuestados expresaban una visión positiva de China. Otra encuesta de 2022 del Central European Institute of Asian Studies igualmente mostró que la mayoría de los singapurenses encuestados tenían una visión favorable de China. Según Russell Hsiao, el apoyo a China en Singapur es matizado, siendo generalmente más fuerte entre las generaciones mayores de singapurenses de etnia china, mientras que las generaciones más jóvenes sienten menor afinidad por China.

## Misiones diplomáticas residentes
China tiene una embajada en Singapur.
Singapur tiene una embajada en Pekín y consulados generales en Chengdu, Guangzhou, Hong Kong, Shanghái y Xiamen.